# Zanthoxylum stelligerum
Zanthoxylum stelligerum là một loài thực vật có hoa trong họ Cửu lý hương. Loài này được Turcz. miêu tả khoa học đầu tiên năm 1858.